# Seirō
Seirō (聖籠町, Seirō-machi) est un bourg du district de Kitakanbara, dans la préfecture de Niigata, au Japon.

## Géographie

### Démographie
Au 1er mai 2014, la population s'élevait à 13 896 habitants répartis sur une superficie de 37,99 km2.